# 남만무역
남만무역(일본어: 南蛮貿易 なんばんぼうえき[*], 영어: Nanban trade)은 16세기 중반부터 17세기 초기에 동아시아 및 동남아시아 해역에서 행해졌던, 일본(日本) 상인과 남만인 혹은 난반진(南蛮人), 즉 스페인과 포르투갈 상인, 이외에 명조(明朝) 중국인, 유럽-아시아 혼혈인 간의 무역이다. 남만무역은 로마 가톨릭교회 예수회가 독점하여 관리하였다. 주 무역 품목은 노예와 소총 화약 등이다.

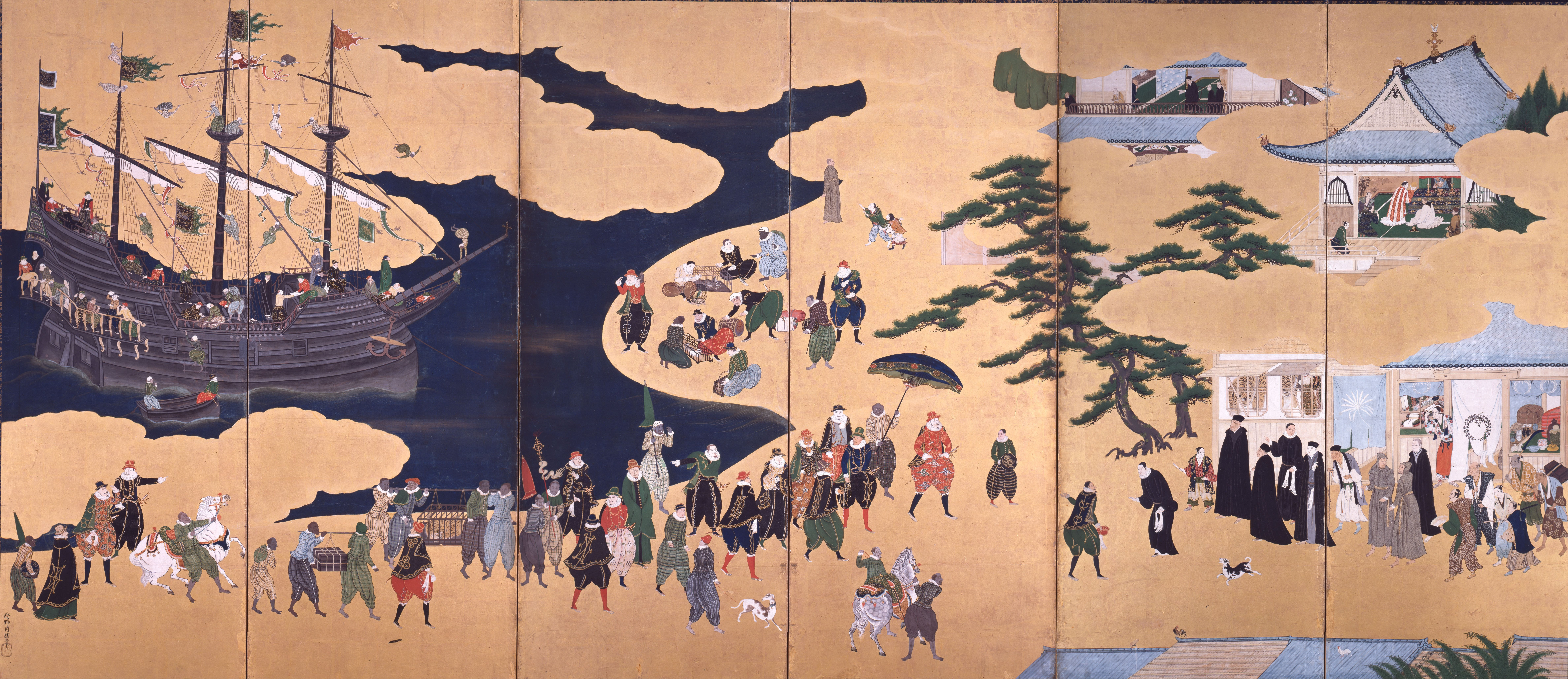
가노 나이젠(狩野内膳), 『남만인도래도(南蛮人渡来図)』(오른쪽)고베시립박물관(神戸市立博物館) 소장

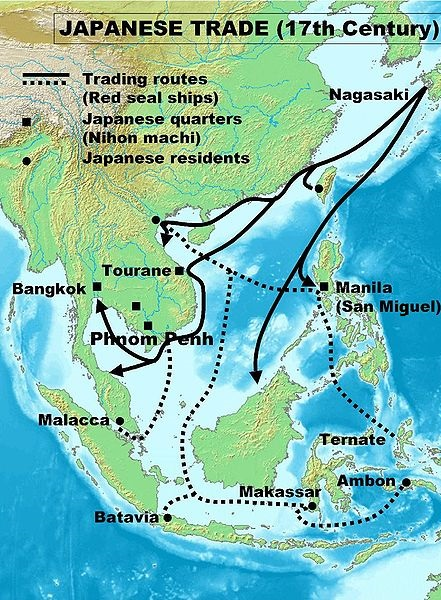
17세기 초 주인선(朱印船) 무역 루트

## 개요

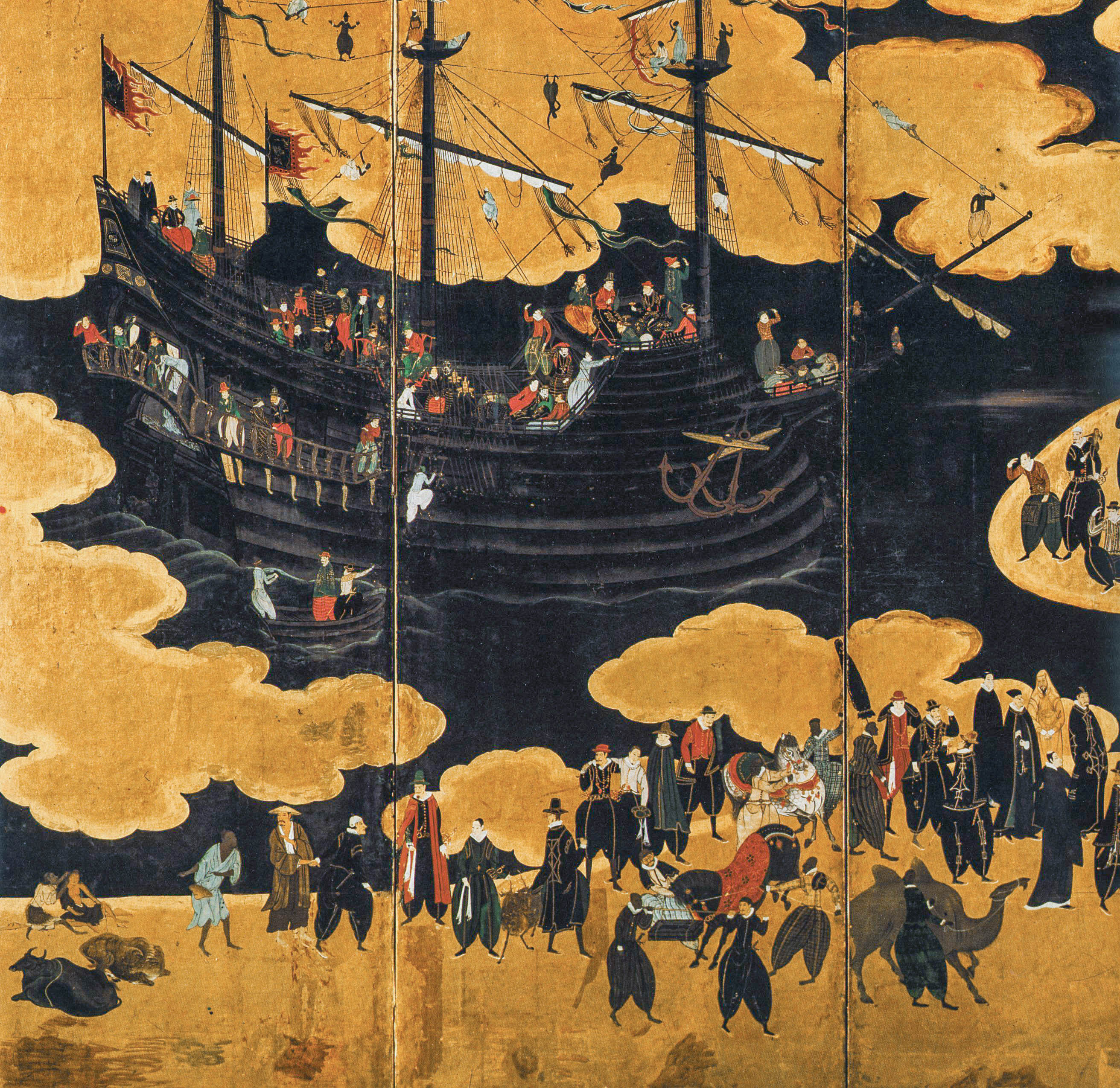
남만무역(16-17세기 가노 나이젠(狩野内膳)이 그린 남만병풍(南蛮屏風)

바스코 다 가마(Vasco da Gama)의 함대가 인도 코지코드(캘리컷)에 도착한 후, 포르투갈 선박은 인도양을 횡단하여 아시아무역으로 진출하였다. 포르투갈은 아시아의 물품을 유럽으로 운반하는 일 이외에 동남아시아나 동아시아 권역 내 중계무역도 시행하였다. 남만무역은 명(明)의 마카오(澳門, Macao)를 거점으로 한 포르투갈인을 중심으로 운영하였다. 중요한 물품에는 일본 은(銀)과 중국의 생사(生絲)가 있었다.
일본에서는 16세기에 한반도에서 회취법(灰吹法)이 전래되면서 은 산출량이 증가하였고, 왜은(倭銀)이라 불리며 명이나 포르투갈에서 이를 요구하였다. 명의 세제 개혁으로 은 수요가 늘자 해금정책(海禁政策)으로 일본과의 무역은 금지되었다. 이에 포르투갈 상인들은 일본은으로 명의 생사를 구입하여 중일 중계무역을 하였다. 마카오 이외에 거점이 된 곳은 나가사키(長崎), 포르투갈령의 말레이반도(Malay Peninsula) 말라카(Malacca), 스페인령 필리핀(the Philippines) 마닐라(Manila)였다.

## 역사

### 남만무역 개시전
아프리카를 돌아 인도양 항해를 실현한 포르투갈은 16세기 전반 인도양 항구도시를 공격하여 거점을 세웠다. 아프리카 동안에서 아시아에 이르는 포르투갈 무역은 인도 고아(Goa)에 있는 포르투갈령 인도(Estado da Índia)의 정부가 관리하였다. 인도부왕(印度副王, Vice-King of India, Viso-Rei da Índia) 아폰수 드 알부케르크(Afonso de Albuquerque)는 동남아시아 무역의 중심 말라카왕국(Kingdom of Malacca, Reino de Malaca)을 점거하면 아랍인의 무슬림상인 전원을 살해할 것을 명령하였다. 말라카에 있던 구자라트(Gujarat) 무슬림 상인은 포으투갈을 피하여 동남아 각지로 이주하였다.
포르투갈 상인은 명과의 무역을 바랐지만 최초로 상륙한 조르즈 알바르스(Jorge Alvares)는 민간상인이었기에 조공(朝貢) 허가를 받지 못하였고, 토메 피레스(Tomé Pires)가 사자가 되어 국교를 청하였을 때는 말라카 점거를 이유로 거절되었다. 이외에 인도양과 같이 군사력으로 무역거점을 획득하려 한 포르투갈인이 있었디만 명군에게 패배하였다. 공식적 무역로가 차단된 포르투갈 상인은 밀무역을 시작하였다. 포르투갈인 중에는 중국 선박에 동승하는 사람도 있었지만, 명이나 조선(朝鮮)에서는 불랑기(佛郞機)라고 불리며 왜구와 동일시되었다. 이때문에 명군의 왜구 대책에 의하여 포르투갈인도 공격받았다.
포르투갈 상인은 영파(寧波) 연안에서 무역을 실시, 디오구 페레이라(Diogo Pereira)에 의해 상인 집단이 형성되었다. 페레이라의 출신은 아조레스 제도(the Azores)와 인도 코친(Cochin) 출신 부모 혼혈로 알려져 있다. 후에 예수회(Jesuit) 선교사 프란시스코 사비에르(Francisco Xavier) 도항에도 협력하였다. 말라바르(Malavar) 산 후추는 고아에서 리스본(Lisboa)으로 운반되었으나 말라카에 모인 후추는 중국으로 운송되었다. 중국의 후추소비량은 유럽의 소비량에 근접하였다.

### 남만무역 개시와 마카오 획득

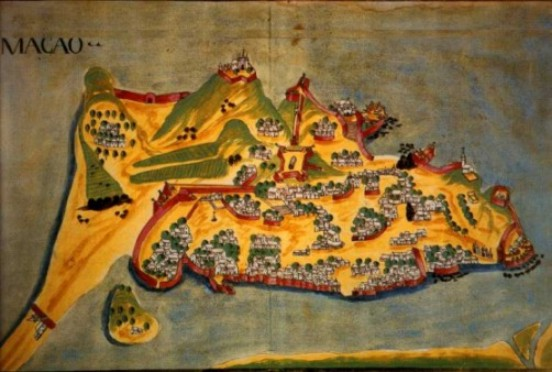
1639년 마카오 지도

교역을 위해 일본에 도착하여 하적라는 포르투갈인(16-17세기경 작품)

1543년 해상에서 왜구로도 알려진 왕직(王直)의 배가 다네가섬(種子島)에 표류하였다. 포르투갈인도 승선한 것이 무역의 계기가 되었다. 포르투갈 선박은 전년에 류큐왕국(琉球王國)에 도착하였으나, 류큐인(琉球人)은 포르투갈이 말라카를 공격하여 점거한 일을 알고 있었고 무역을 거부하였다.
포르투갈 선박의 선장 중 한 명인 조르주 알바레스(Jorge Alvares)(상술한 명에 최초로 상륙한 조르주 알바레스와는 동명이인)은 야마카와(山川)에서 살인한 일로 괴로워하던 야지로(ヤジロウ)를 태우고 마카오로 향하였고, 인도 고아에서 선교활동을 하던 프란시스코 사비에르에게 소개하여 참회하게 하였다.이것이 사비에르 일본 내방의 계기가 되었다고 한다. 야지로는 일본인 최초 크리스천이라고 전한다. 사비에르는 일본에 포교하고자 일본삼진(日本三津) 중 하나인 사쓰마국(薩摩國) 보즈(坊津)에 도착하였고, 이후에 히라도섬(平戸), 야마구치(山口), 분고국(豊後國)에 가서 포교를 시작했다. 남만무역 항구는 히라도와 분고에서 시작으로, 규슈(九州) 다이묘(大名)들은 포르투갈과의 무역을 수용하였다. 히젠국(肥前國) 마쓰우라 다카노부(松浦隆信)는 히라도에서 왕직이나 포르투갈인을 환영하였고, 사츠마 시마즈씨(島津氏)는 일본 상인을 후원하여 포르투갈 선발은 빈번히 방문하였다. 두아르테 다 가마(Duarte da Gama), 루이스 데 알메이다(Luis de Almeida), 멘데스 핀투(Mendes Pinto) 등 상인들은 예수회와 협력하여 포르투갈인을 조직하였다. 포르투갈 왕실함대도 밀무역과 해적 진압에 이르러, 사령관 리오넬 데 소사(Lionel de Sousa)는 명조로부터 마카오 상륙을 허가받았다. 곧바로 포르투갈인은 마카오에 거주를 시작, 토지세를 조건으로 광동(廣東) 광주(廣州) 해도부사(海道副使)로부터 마카오 거주권을 획득하였다. 포르투갈령 마카오를 점거한 성태에서, 일본, 중국, 포르투갈 삼국 상품이 거래되었다. 핀투의 『동양편력기(東洋遍歴記, Peregrinação)』에는 류큐왕국과 사츠마에 대한 기록도 있다. 이에 의하면, 마카오에는 포르투갈인과 중국인 외에 인도너 동남아에서도 와서 거주하는 사람들이 나타나면서 인구가 점차 증가하였다.

### 정기항로 개설
마카오-일본 간 정기항로가 개설되어, 사령관 카피탕 모르(Capitão Mor)의 상선이 왕래하였다. 시마바라(島原)에 최초로 내항한 카피탕 모르는 페르난두 메네제스(Fernando Menedes)였가. 이후 카피탕 모르의 관리무역에 의한 정기선과 사무역의 개인 상선이 병립하였다. 사쓰마국에는 1570년까지 포르투갈선 18척이 내항하였고, 왜구의 정크선을 포함하면 그 이상이었다.
정기항로에 의하여 히라도에 내항 횟수가 늘자, 히라도 부근 영주 오오무라 스미타다(大村純忠)는 일본 최초의 기리시탄 다이묘(キリシタン大名)가 되었고, 에이로쿠(永祿) 4年(1561)에 발생한 미야노마에 사건(宮ノ前事件)의 간극을 뚫고 요코세우라(横瀬浦)를 개항하여 무역으로 번영하게 되었다.후에 전화로 요코세우라가 소실되면서, 요코세우라에서 후쿠다우라(福田浦)로, 다시 나가사키(長崎)로 무역항이 이전되어, 스미타다는 나가사키를 교회령(敎會領)으로 예수회에 기부, 무역을 하려는 일본 상인들이 나가사키로 집중되었다. 오오무라씨는 나가사키를 직할하려 하였으나 나가사키는 교회령의 자치도시로 발전하여 주변 영주와 전투를 반복하였다. 오다 노부나가(織田信長)와 도요토미 히데요시(豊臣秀吉)는 기본적으로 남만무역을 권장하였다. 노부나가는 아즈치라쿠이치령(安土楽市令)에 따라 도로통행의 강제나 이도바마치(宿場町)에서의 하적 교체를 강제하였다. 이는 당시 유럽 절대주의국가(絶對主義國家)에 의한 도시짐흥책과 공통점을 보인다. 때문에 노부나가의 정책에는 예수회 수사들로부터 얻은 정보가 영향을 주었다는 설도 있다. 히데요시는 무역 이익을 바라면서도 그리스도교에 대하여 바테렌추방령(バテレン追放令)을 발포하여 나가사키를 직할령으로 하였다. 에도막부(江戸幕府) 성립 후, 나가사키는 막무 직할령이 되었다.

### 포교와 무역

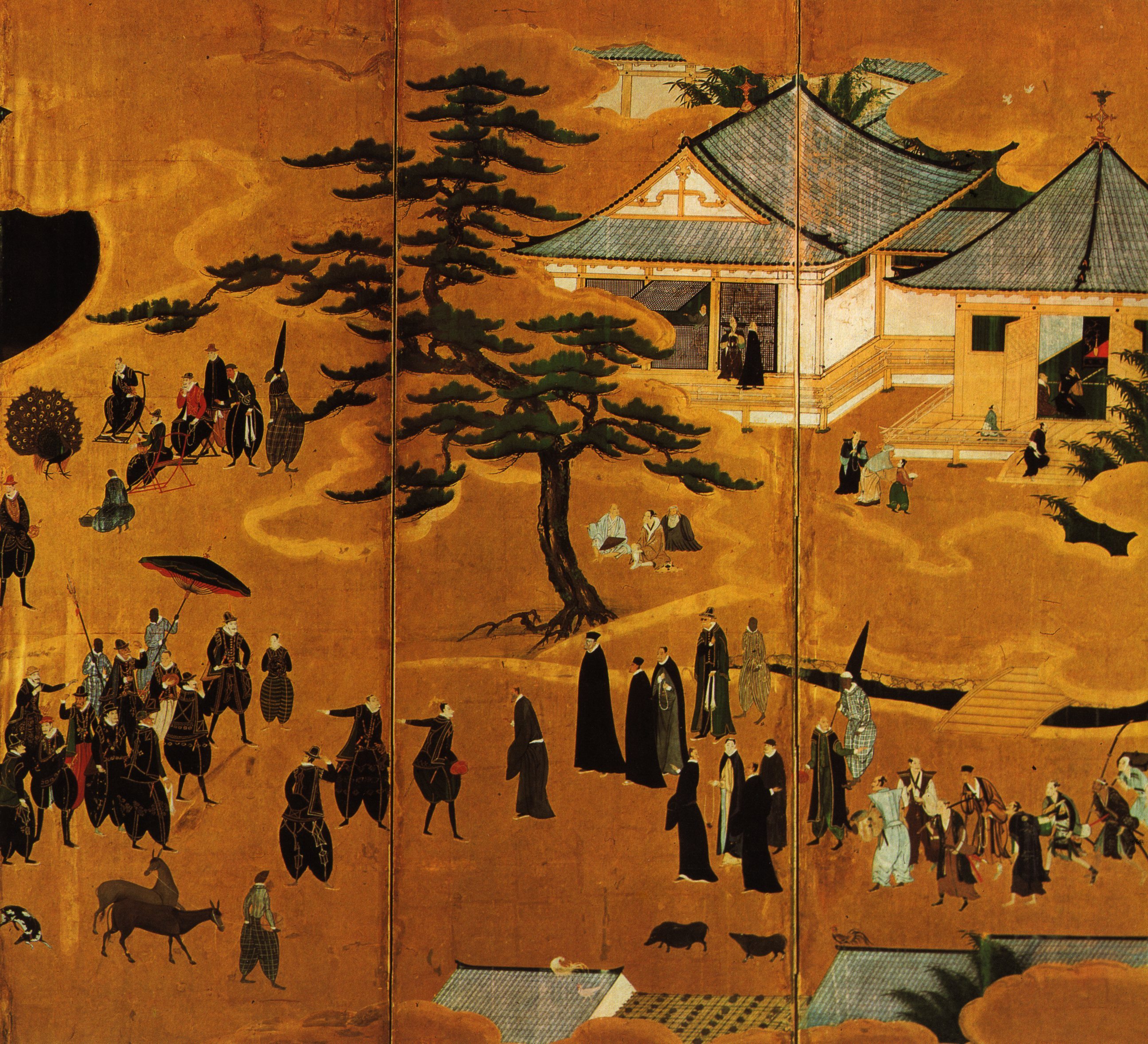
리스본미술관장 작자미상 남만병풍(南蛮屏風)(일부). 난반지(南蛮寺)가 그려져 있다.

상품무역과 함께 일본에 들어온 것은 기독교였다. 포르투갈 상인과 예수회 선교사는 동아시아에 진출하기 시작한 초기부터 협력관계였다. 사비에르가 사쓰마에 상륙한 후, 중국 천주(泉州)와 일본 사카이(堺)에서의 포르투갈 상관(商館)의 건설이나 예수회사 상관의 관세를 재원으로 하는 것을 말라카장관에게 제안하였다. 사비에르는 일본에서 수요가 있는 상품 목록도 만들었다.
마카오당국과 예수회 사이에 매년 50피코(pico)의 생사를 예수회의 몫으로 하는 계약이 결성되었다. 예수회는 프로크라도르(procrador)라는 무역이나 재무 담당직을 임명하여, 남만무역으로부터 재원을 조달하게 되었고, 금교(禁教) 이후에도 이 관계는 계속되었다. 예수회 제창으로 마카오 행정집행부가 발족하였고, 포르투갈령 인도정부는 마카오를 촌락에서 시다드(cidade, 시市)로 승격하게 하여 행정단위로서 인정하였다. 예수회는 마카오 지역사회의 정비에 중요한 역할을 수행하였다. 나가사키(長崎)의 프로크라도르는 해안 곶에 건설된 교회 내의 카자(casa)에 무역품을 저장하여 거래를 수행하였기에, 교회가 포르투갈 상관처럼 기능하였다. 곧장 사비에르의 제안은 그대로 실현되지 않았지만, 프로크라도르의 형태로 실현되었다. 프로크라도르가 무역을 행하는 점은 발에 채이는 돌부리(躓きの石)로서 비판받아 금지된 시기도 있었다. 예수회는 마카오 상인과 카피탕 모르 사이를 중개하는 역할을 수행하여, 간이재판소처럼 기능을 수행하였다. 창설된 상파울로학원(聖パウロ学院 , Escola São Paulo)에는 금고가 설치되었고, 일본과의 무역이나 관세로 얻은 화폐를 보관하였다. 상파울로학원은 일본 포교를 위하여 일본인 사제 양성을 목적으로 하였다.

### 주인선무역과의 관계

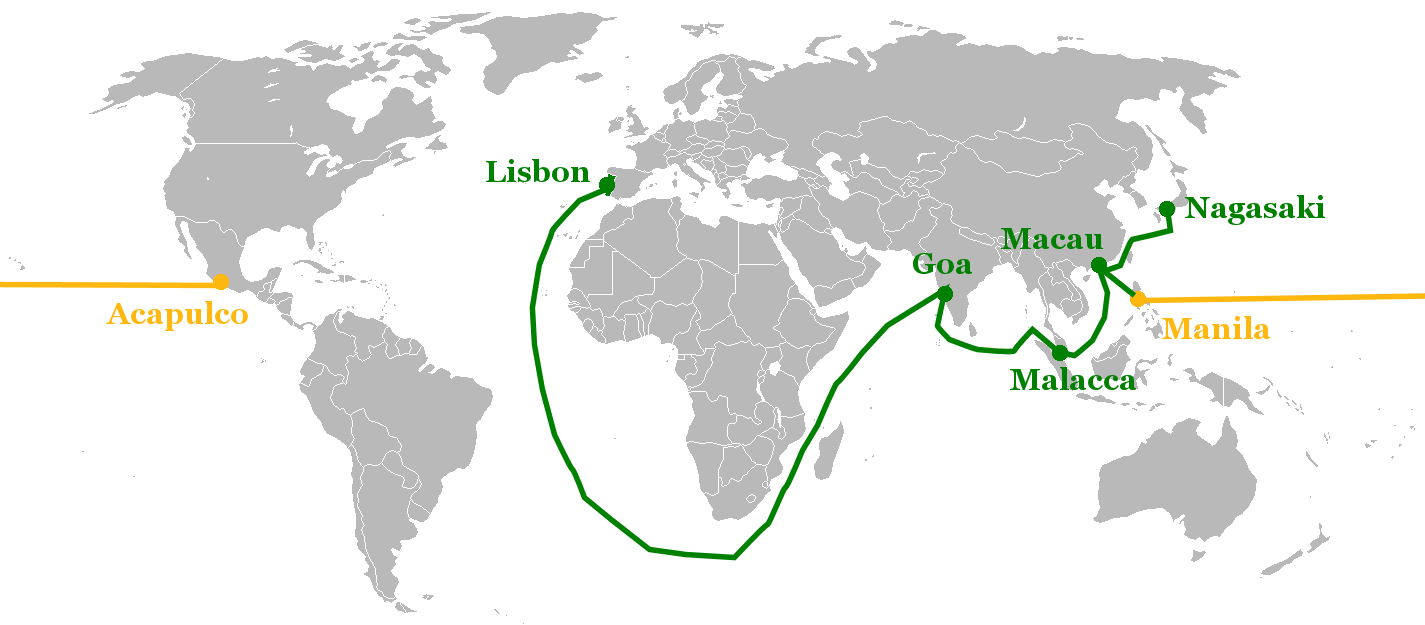
마카오를 둘러싼 포르투갈(녹색)과 스페인(황색)의 무역루트

일본은 명과의 공식 무역이 금지되었으나 중국인이 동남아시아로 진출하는 것과 더불어, 16세기말부터 일본인과 중국인은 동남아시아에서 거래를 늘렸다. 막부는 주인장(朱印状)을 발행하여, 해외도항선을 관리하였다. 주인장은 일본을 거점으로 하면 국적에 관계없이 발행되었다. 포르투갈인도 주인장을 받아들였다. 마카오 상인 비센트 로드리게스(Vicente Rodriguez)에게 주인장이 발행되었다는 기록이 있다. 마카오 상인의 주인장에는 예수회가 협력하고 있었다.
스페인은 포르투갈에 뒤쳐져 아메리카 대륙을 경유하여 태평양 항로를 개척하였다. 스페인령 누에바 에스파냐(Nueva España) 아카풀코(Acapulco)와 루손(Luzón)섬 마닐라(Manila)를 잇는 마닐라 갈레온을 시작으로 한다. 스페인이 마닐라로부터 일본을 방문하자, 도쿠가와 이에야스(徳川家康)는 스페인과의 무역에 적극적이 되었고, 교토(京都) 상인 다나카 가츠스케(田中勝介)를 누에바 에스파냐로 파견하였다. 또한 포르투갈 상인이 생사에 대한 독점적 이익을 획득하였기 때문에 이를 삭감할 목적으로 교토, 사카이, 나가사키 상인에게 이토왓푸나카마(糸割符仲間)를 결성하게 하였다. 이에야스 즈음에 기독교는 금지되어 있었지만 무역은 장려되고 있었다. 그러나 이후 에도막부는 금교정책을 철저히하고 국제 분쟁의 악영향을 막으려는 관점에서 해외무역 관리 및 통제를 점차 강화하였다. 유럽인과의 교역은 히라도와 나가사키에 국한되었고 스페인 선박 내항이 금지되었다. 후에 아유타야(Ayutthaya)에서 나가사키마치토시요리(長崎町年寄)인 다카키 사쿠에몬(高木作右衛門)의 주인선(朱印船)과 스페인 함대 사이에 분쟁이 발생하여, 주인선이 불타는 아유타야사건이 발생하였다. 막부에서는 주인장의 권위가 모욕당하였다고 하여 주인선 대신 봉서선(奉書船)으로 바꿨다.

### 금교와 남만무역 종료

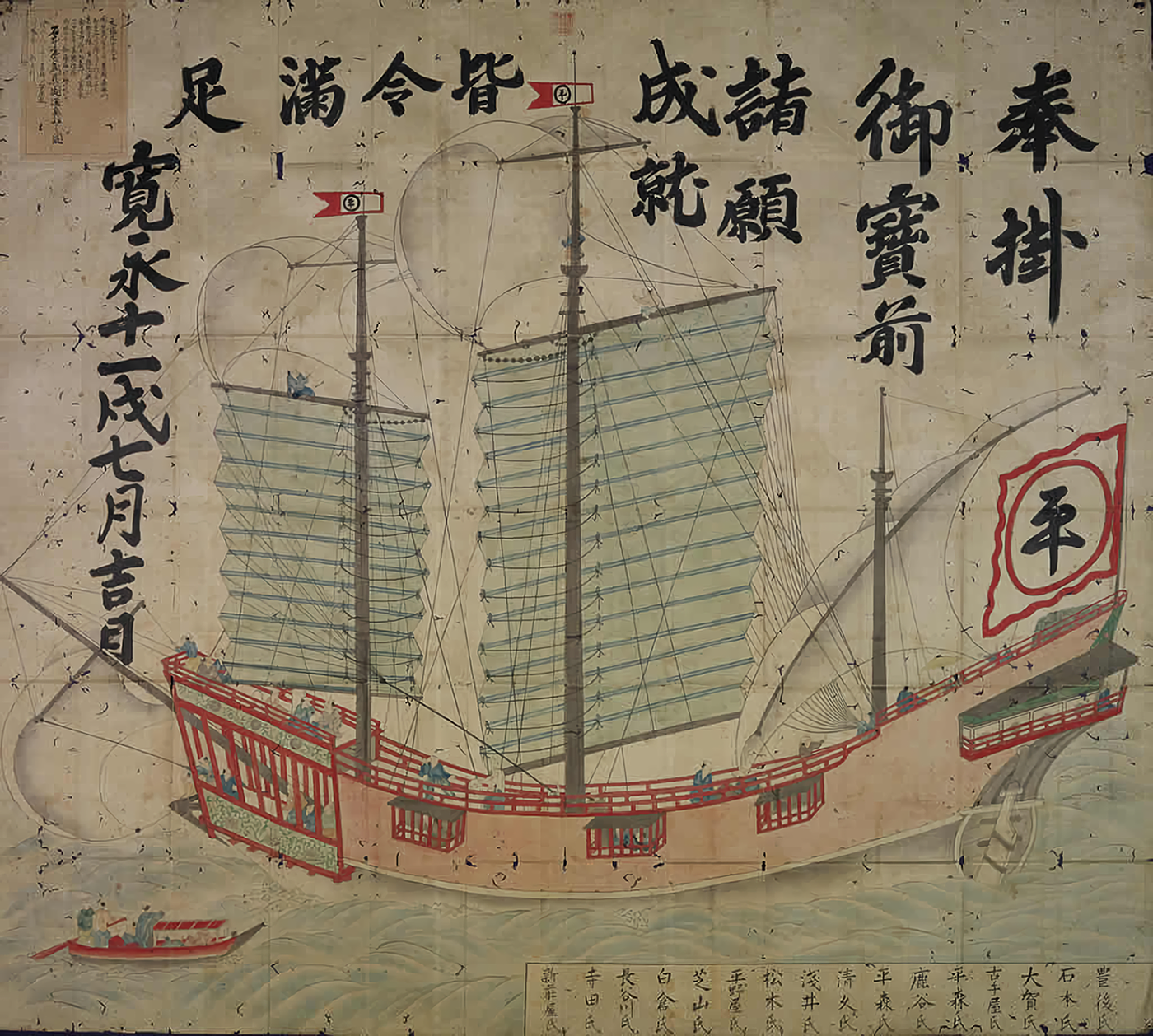
일본의 주인선, 스에츠구부네(末次船), 간에이(寛永) 연간(1634년)

포르투갈아니 후에 참가한 스페인에 의한 포교에 따라 일본 기독교도들이 증사하였다. 그 수는 37만~50만명이라는 설이 있는데, 이는 당시 일본열도 인구의 3~4%에 달하여 막부의 경계를 일으켰다. 일본에 있어 포르투갈론이 마카오에서 가져오는 중국산 생사는 필요불가결이었기에 막부는 포르투갈의 무역과 포교를 분리시키려 하였다. 막부는 마카오 정청에 대하여 선교사의 일본으로의 도항금지를 요구하고 로주렌쇼게치죠(老中連署下知状, ろうじゅうれんしょげちじょう)를 나가사키부교(長崎奉行)에게 내렸다. 게치죠 내용 중 일부는 다음과 같다.
(1) 봉서선 이외 해외도항 금지
(2) 해외주재 일본인 귀국 금지
(3) 기리시탄 금지 강화
(4) 나가사키 상거래 방식의 한정
(5) 외국선의 처리
(6) 나가사키 이외에서 처리하는 생사 가격은 나가사키에 준한다.
1634년 파올로 도스 산토스 사건(Paolo dos Santos 事件)이 발생한다. 산토스는 일본인 사제로서 기리시탄의 국외추방에 따라 나가사키에서 마카오로 이주하였다. 막부는 마카오 상선에 의한 사제 서장 운반을 금하였으나 나가사키의 마카오 상선으로 산토승 서장이 발견되었다. 이와 관련하여 나가사키부교였던 다케나카 시게요시(竹中重義)의 밀무역도 발각되었다. 사건에 따라 마카오가 금교후에도 몰래 포교를 지원하고 있었던 것이나 나가사키의 부패가 드러나면서, 막부는 마카오와의 단교를 본격적으로 검토하였다.
나가사키는 포르투갈인 관리를 위하여 데지마(出島)가 건설되었으며 나가사키 시내의 포르투갈인이 수용되었다. 시마바라의 난(島原の乱)이 일어난 후, 금교를 보다 철저히 하려는 관점에서 막부는 포르투갈과의 단교를 검토하였다. 막각(幕閣)은 포르투갈을 대신할 거래 상대로 네덜란드상관장(オランダ商館長) 프랑소와 카론(François Caron)과 대화하였고, 네덜란드 식민지 대만(台灣)을 경유해서도 중국이나 동남아 물자를 확보할 수 있다는 것을 확인하였다. 막부는 나가사키부교와 전국의 다이묘들에 대하여 포르투갈선의 내항을 금지하는 제5차 쇄국령(鎖国令)을 발포하였고 포르투갈인들을 추방하였다. 마카오에서는 일본에 대한 부채를 변제하면 무역이 재개될 수 있다고 생각하여 부채를 변제하는 은을 지닌 무역재개의 탄원사절을 파견하였다. 그러나 막부의 단교 이유는 부채가 아닌 금교였기에, 사절단은 하급선원을 제외한 61명이 처형되어 돌려보내졌고, 무역은 재개되지 못하였다. 마카오시에서는 무역단졸의 구제를 포르투갈령 인도정부에 요청하였으마 마카오는 포르투갈령 인도 관할 외에서 자치를 하고 있다는 이유로 인하여 구제할 수 없었다. 그 결과 남만무역은 종료되었다.

## 인원

### 포르투갈인
남만무역의 여명기에 사무역에 종사하는 해상은 다수였다. 왜구에 참가한 자들도 있었으며, 구로한오니(黒蕃鬼)로 불리는 흑인 용병이나 노예도 있었다. 포르투갈인에게는 유대인 추방령으로 이베리아반도(Iberia Peninsula)를 떠난 스파라딤 유대인도 다수였으며, 개종하여 예수회 수사가 된 유대인도 있었다. 고아에서 이단심문소(Inquisitio)가 개설되자, 인도에서 마카오나 마닐라로 이주하는 경우가 급증하여, 마카오 인구가 800명에서 5,000명 이상이 되었다. 예수회 수사는 남만무역 전반에 크게 관여하였으며, 일본에서의 발전에는 사비에르의 활동이 크게 영향을 주었다. 남만무역 개시에 따라 포르투갈령 인도에서 파견되는 카피탕 모르가 마카오 장관이 되었다. 마카오 정주자가 늘자 현지 중국인이나 나가사키 일본인, 풍살합전(豊薩合戦)이나 규슈평정(九州平定)으로 노예가 된 일본인, 임진왜란(壬辰倭亂)으로 노예가 된 조선인과의 사이에서 혼혈주민도 늘어났다. 혼혈주민은 포르투갈인으로서 세례를 받았다. 마카오에 정주한 포르투갈인은 카자두(casado, 포르투갈어로 '결혼한')라고 칭해졌으며, 카자두 상인에 의한 자치가 진행되었다.

### 중국인
크게 세 부류로 나뉜다. 만다린(mandarin)이라고 불린 중국관리, 포르투갈인 항해를 지원한 물길 안내인이나 수부인 해민(海民), 그리고 해적선원이다. 만다린에는 아이타오(Aytao, 海道副使), 샤엔(Chaen, 察院), 투탕(Tutão, 都堂), 숨빈(Chumbin, 巡撫使), 로우티아(Lotia, 下級役人)가 있었다.

### 일본인
남만선이 내항하는 나가사키에 각지에서 상인이 모여들었는데, 가장 많은 곳은 하카타(博多) 상인들이었다. 하카타 출신 상인 중에는 다이칸(代官)도 역임하면서 주인선무역(朱印船貿易)도 수행한 스에츠구 헤이조(末次平蔵)가 가장 번영한 사람이었다. 나가사키에서는 해운으로 일하는 자 외에도 후나야도(船宿)를 경영하는 초닌(町人)이 다수 있었다. 당초에는 포르투갈인이나 토진(唐人)에게는 거류지가 없었고 나이초(内町)라는 지구의 후네야도에 숙박하여 야도의 주인의 보호를 받았다. 야도의 주인은 중개업자이기도 하여, 사시야도제(差宿制)에 따라 내항한 상인을 대신하여 현지에서 장사 관련 이야기를 정리하는 역할도 수행하였다. 이러한 초닌에는 기리시탄이 많았으나, 에도막부 시대가 되면서 포르투갈인에 대한 숙박업이나 중개업이 제한되었다.

## 무역품

예수회의 요청에 응해 제작되어 수출한 화조(花鳥) 마키에(蒔絵) 나전성감(螺鈿聖龕). 16세기 아즈치모모야마시대(安土桃山時代). 규슈국립박물관(九州国立博物館) 소장

포르투갈은 무역품을 크게 다섯 종류로 분류하여 운반하였다.
(1) 중국에서 일본

(2) 일본에서 중국

(3) 중국에서 인도

(4) 인도에서 중국

(5) 동남아 각지 상품
(1) 중국에서 일본 : 생사, 견직물, 금, 도자기, 초석, 생약, 설탕. 생사는 백사(白絲)와 연사(撚絲)가 있었다. 생약에는 대황(大黃), 감초(甘草), 산귀래(山歸來)가 있었다.
(2) 일본에서 중국 : 은(銀)이 주력상품. 이외에 유황, 일본도(日本刀), 남만칠기(南蛮漆器), 나전세공(螺鈿細工), 참치 등 해산물, 풍살합전이나 규슈평정에서 포로로 잡힌 일본인, 임진왜란에서 포로로 잡힌 조선인 노예가 있었다.
(3) 중국에서 인도 : 생사, 견직물, 도자기, 금, 진유(真鍮), 사향(麝香), 생사 중 백사. 인도에서 소비되는 것과 인도를 경유하여 유럽으로 운반되는 것
(4) 인도에서 중국 : 은, 포도주, 올리브유. 인도은은 스페인이 아메리카에서 유럽으로 가져온 은이 다시 인도로 가져간 것이다.
(5) 동남아 각지 산물 : 침향(沈香), 소목(蘇木), 주석, 납, 후추, 용뇌(龍腦), 정자(丁子, 클로브), 울금(鬱金), 녹비, 교피(鮫皮) 등 향신료가 많음
이외에도 호박, 수박, 옥수수, 감자, 빵, 카스텔라, 담배, 지구의, 안경, 군계(軍鷄) 등이 일본으로 옮겨졌다. 또한 일반적으로 수출품으로 다뤄지지 않지만 나가사키를 시작으로 소, 돼지, 닭, 빵 등이 내항자 식용으로 만들어지도록 하고자 출항 전 소금절임 등으로 선적되었다.

### 화승총

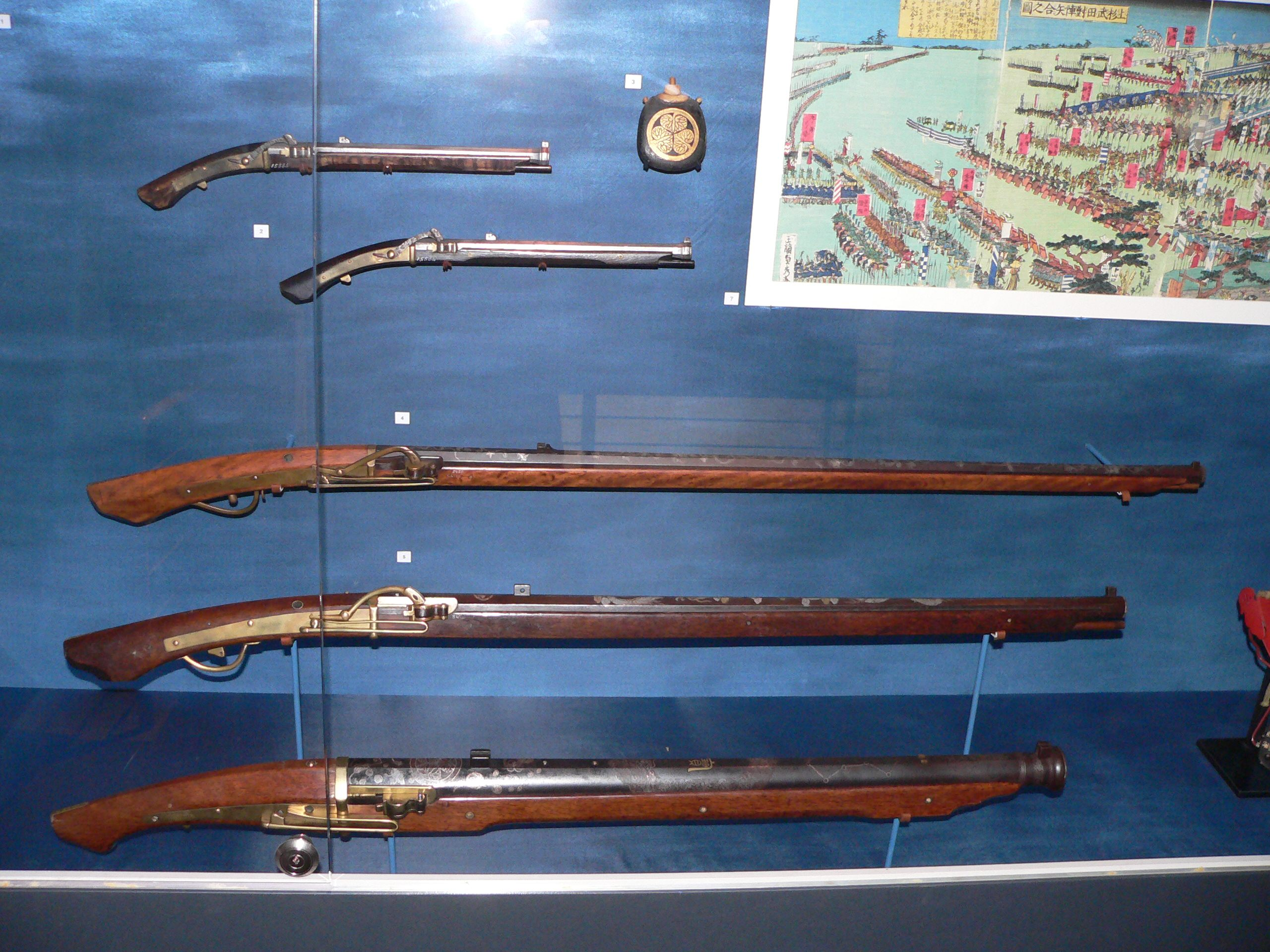
에도시대 화승총(火繩銃)(다네가시마種子島)

화승총(火繩銃)은 포르투갈총을 모방한 것이다. 포르투갈인이 중국선으로 사쓰마국 다네가섬(種子島)으로 표류하였다. 이때 최초로 총 세 정이 일본으로 수입되어 지명을 따 화승총을 '다네가시마(種子島)'라고 부르개 되었다. 화승총에 대하여서는 난포분시(南浦文之) 『철포기(鉄砲記)』에 쓰여 있지만, 다네가시마에 표류한 포르투갈인이 누구를 가리키는지는 여러 설이 있다.

## 자본•세

### 공동출자와 해상대부
포르투갈의 동인도무역은 명목상 전부 포르투갈 왕실 사업이옸으나 단독으로 인원과 배를 계속하는 것은 인구와 왕실재정 규모로는 불가능하였다. 예를 들어, 1505년 인도양에 보낸 22척 선단에는 왕실 연수익의 75% 이상 비용이 들었기에 이탈리아계나 독일계 상인 집단이 반액 이상을 투자하였다. 또한 배를 보내는 권리는 귀족이나 상인에게 유료로 양도되었다. 포르투갈과 스페인의 무역은 16세기 후반부터 제노바 공화국(Genova Republic)의 산 조르조 은행(Banco de San Giorgio)으로부터 융자를 받았다. 리스크 관리를 위하여 복수의 사람들이 공동출자하는 콤파니아(companha)나 고리의 해상대부(海上貸付, emprestimo a risco)인 레스폰덴시아(respondencia)가 행해졌다. 포르투갈은 가톨릭국가로서 교회법에서는 우수라(usura)에 의하여 고리가 금지되고 있었다. 때문에 가톨릭교도 사이에서는 해상대부는 해상보험 명목으로 취급되었다.
마카오에 부임한 벨쇼르 카르네이로(Belchior Carneiro) 사교는 자선원(慈善院, misericordia)를 설립하였다. 당시 포르투갈 자선원에는 부자의 자금을 투자하거나 빈자의 희사로 운영하는 은행업무를 포함하고 있었다. 리오(Rio)와 고아 긍 원격지 사이에 신용태환거래도 행해졌다. 마카오 자선원에서는 남만무역 항해자금도 대출하였다. 동인도관구 순찰사(巡察使, visitador)로서 알렉산드로 발리냐노(Alessandro Valignano)가 마카오에 도착하여 일본으로 가는 포교자금의 확보를 과제로 하였다. 거기에서 카르네로는 생사의 출자조합인 콤파니아나 알마산(almazan)과 계약을 체결하였다. 이 계약에 따라 매년 50피코 생사 할당을 예수회가 확보하고 재원이 되었다. 카르네이로 계약에 따라 대상인에 의한 생사 독점은 없어지고, 소액자본으로도 남만무역에 참가할 수 있게 되었다. 콤파니아나 레스폰덴시아는 후에 나가사키에서 나게카네(投銀)라는 투자형태의 원형이 되었다.

### 나게카네
일본상인에 의한 나게카네(投銀)는 겐덴긴(言伝銀)과 가이죠긴(海上銀)이라는 계약으로 나뉘었다. 겐덴긴은 상품을 구입하기 위하여 은을 위탁하는 계약이다. 가이죠긴은 해난시에 채무자가 유한책임을 지는 고리 계약을 가리킨다. 일본상인은 중국삭품을 사기 위하여 대량의 겐덴긴을 포르투갈상인과 계약하여, 포르투갈상인은 중국으로부터 신용대부가 가능해졌다. 그러나 이에 따라 마카오에서는 대일본인 채무가 급증하였다. 또한 다이묘나 바쿠신(幕臣)을 가이죠긴으로 이익을 얻어서, 막부는 바쿠신의 가이죠긴을 금지한 후에 상인을 포함하여 모든 겐덴긴과 가이죠긴을 금하였다.

### 카피탕모르의 수입과 포르투갈의 관세
카피탕모르는 상인으로부터 위탁받은 상품으로부터 일정한 수송료를 징수하였다. 마카오에서 대 일본 부채가 늘자, 카피탕모르제를 폐지하고 마카오시는 임금으로 카피탕모르를 고용하였다. 말라카. 세이론, 고아에서는 왕국의 수익으로 관세를 납부하였다.

### 중국 세금
마카오 포르투갈인은 명에 대하여, 지조, 선박정박세, 출항 시의 관세 등을 납부하였다. 정박세 금액은 선박 용량에 의하여 결정되었다. 또한 마카오가 네덜란드 공격을 받은 후, 요새정비를 위한 공맙을 포르투갈인에게 요청하였다. 이러한 점에서, 스페인령 필리핀 식민지인 마닐라와는 달랐다.

### 일본 정박료
일본, 중국, 포르투갈 선박은 나가사키에서 오오무라씨(
大村氏)에게 정박료를 지불하였다. 정박료는 오오무라씨의 보호비도 포함하였다.

## 화폐•교통

### 화폐단위
남만무역에 관계하는 화폐단위로서는 일본이나 중국에서 금은의 중량단위로서 타엘(tael) 즉 량(兩), 포르투갈은 레이스(reis), 스페인은 페소(peso)가 사용되었다.

### 교통
남만무역의 포르투갈 선박은 동아시아와 동남아 항해로 사용되었으며, 유럽으로부터 직접 동아시아에 온 선박은 없었다. 카피탕모르릐 정기선박은 당초 갈레온선이 사용되고 있었지만, 갈레온선이 침몰한 마드레 데 데우스호 사건(Madre de Deus號事件) 이후는, 보다 소형으로 지중해형의 갈레오타선을 복수로 사용하는 방침으로 변경되었다. 이에 대하여 사무역의 개인 상선은, 중국의 정크선, 카라크(carrack)선으로도 불리는 나우(nao)선 등이 사용되었다. 나우선은 대부분이 고아나 바사인에서 건조되었다. 말레이반도에서 일본으로 항해하는 데에는 4개월이 걸렸으며, 말라카-중국-일본 왕복항해는 1년이 걸렸다.

## 일본에서 본 포르투갈인

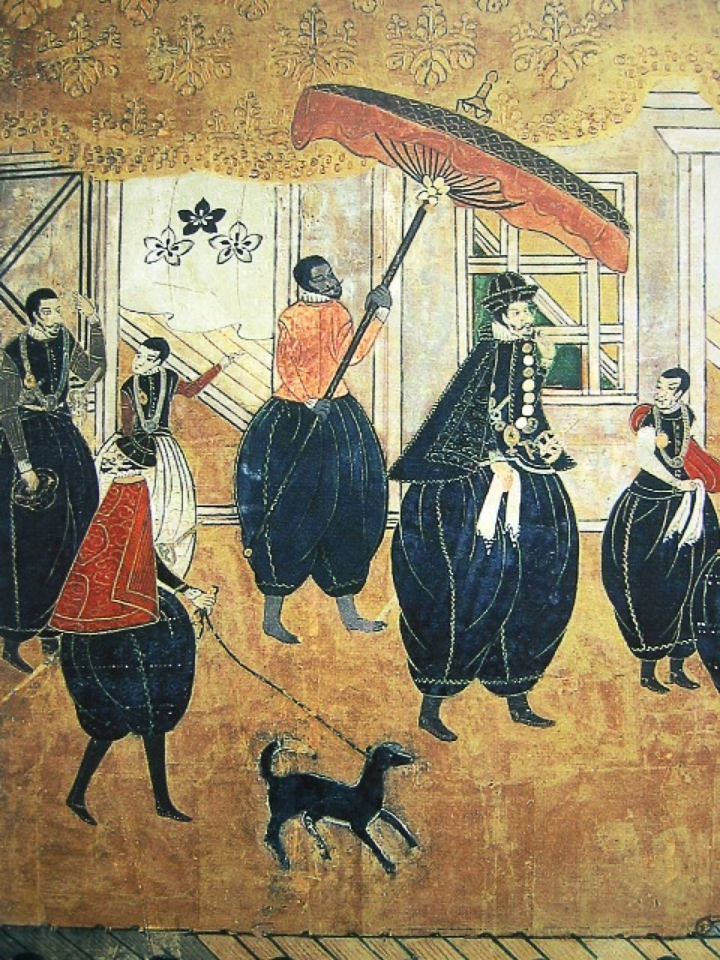
남만병풍(南蛮屏風)에 그려진 일본에 도래한 남만인들. 백인과 흑인이 그려져 있다.

17세기 문헌에서 마카오로부터 온 선박은 '아마카와센(天川船)'이나 '난반센(南蛮船)'이라고 불렸으나, '포르투갈선(葡萄牙船)'이라고 하는 선박은 없었다. 마카오 상인은 '아마카와인(天川人)'이라고 불렸다. 이에 대하여 동시기 네덜란드동인도회사(VOC) 선박은 '오란다센(阿蘭陀船)'이라고 불렸다. 마카오로부터 온 선박의 승원은 다민족으로 구성되었기 때문에, 국가로서 인식하기 어려웠다.
남만무역에 대하여 일본인이 본 포르투갈인(남만인)의 호화로운 복장은 거의 아랍복장이며, 어깨를 늘린 상의인 '주반(じゅばん)'은 아랍어 '줍바'에서 왔다. 크게 부푼 즈봉(ズボン)으로 기장이 발목까져 온 시르왈(sirwal), 하렘팬츠(harem pants)도 아랍복장이다. 남만문화에 있어 종교 이외 부분은 아랍문화 요소가 매우 강하다.

## 연표
- 1511년(에이쇼永正 8년) - 포르투갈, 말라카 점거
- 1513년(에이세이永正 10년) - 상인 조르주 알바레스가 포르투갈인으로 중국에 첫 내항
- 1543년(덴분天文 12년) - 다네가시마에 왕직(王直)의 배가 표류. 포르투갈인이 승선함.
- 1549년(덴분天文 18년) - 프란시스코 사비에르, 보즈 도착. 일본 포교 개시.
- 1557년(고지弘治 3년) - 포르투갈, 마카오 거주권을 획득
- 1560년(에이로쿠永禄 3년) - 마카오 인구 약 900명. 고아에서 이단심문소 개설. 인도에서 마카오나 마닐라로의 이주가 급증.
- 1568년(에이로쿠永禄 11年) - 벨쇼르 카르네이로 사교가 마카오 부임.
- 1569년(에이로쿠永禄 12년) - 마카오 인구가 약 5000명 이상으로 증가. 마카오에 미제리코르디아 설립.
- 1570년(겐키元亀 원년) - 나가사키항이 포르투갈에 개항
- 1577년(덴쇼天正 5년) - 알렉산드로 발리냐노가 동인도관구 순찰사로 마카오 도착.
- 1579년(덴쇼天正 7년) - 마카오당국과 예수회가 계약함. 매년 50피코 생사를 예수회가 확보.
- 1583년(덴쇼天正 11년) - 예수회 제창으로 마카오 행정집행부 발족. 포르투갈령 인도정부는 마카오를 행정단위로 인정.
- 1587년(덴쇼天正 15년) - 도요토미 히데요시(豊臣秀吉)에 의한 바테렌 추방령
- 1594년(분로쿠文禄 3년) - 마카오에 성파울로학원 설립
- 1604년(게이초慶長 9년) - 막부가 해외도항선에 주인장 발행. 차야시로지로(茶屋四郎次郎) 주도로 이토왓푸나카마 발족.
- 1609년(게이초慶長 14년) - 마카오상인에게 주인장 발행.
- 1616년(겐나元和 2년) - 막부가 중국선 이외 입항을 나가사키•히라도로 한정.
- 1622년(겐나元和 8년) - 마카오가 네덜란드동인도회사의 공격을 받음.
- 1624년(간에이寛永 원년) - 막부가 스페인선의 내항 금지.
- 1625년(간에이寛永 2년) - 막부가 마카오정청에 대하여 선교사의 일본 도항 금지 요구.
- 1628년(간에이寛永 5년) - 아유타야사건
- 1633년(간에이寛永 10년) - 막부가 로주렌쇼게치죠를 나가사키부교에 내림. 바쿠신의 가이조긴 금지.
- 1634년(간에이寛永 11년) - 파올로 도스 산토스 하건. 카피탕모르제도 폐지
- 1635년(간에이寛永 12년) - 마카오시는 임금으로 카피탕모르를 고용하기 시작
- 1636년(간에이寛永 13년) - 포르투갈인, 데지마에 수용.
- 1637년(간에이寛永 14년) - 시마바라의 난 발발
- 1638년(간에이寛永 15년) - 막부가 상인을 포함한 모든 겐덴긴과 가이조긴 금지.
- 1639년(간에이寛永 16년) - 막각(幕閣)이 네덜란드상관장 프랑소와 카론과 대화. 제5차 쇄국령.
- 1640년(간에이寛永 17년) - 마카오가 무역재개 탄원사절을 파견.

## 같이 보기
- 기리시탄 다이묘
- 야마다 나가마사
- 일본 로마가톨릭의 역사
- 대항해시대
- 남만문화